# El Cenizo, Texas
El Cenizo là một thành phố thuộc quận Webb, tiểu bang Texas, Hoa Kỳ. Năm 2010, dân số của xã này là 3273 người.

## Dân số
- Dân số năm 2000: 3545 người.
- Dân số năm 2010: 3273 người.